# Truchlivý Bůh
Truchlivý Bůh (2000) je postmoderní román Jiřího Kratochvila, který ve 23 krátkých kapitolách pojednává o osudu Aleše Jordána, knihovníka z Bílovic. Děj románu se odehrává převážně v Brně a epizodicky v horách, v Praze a především na výletě v Paříži.
Jiří Kratochvil román dopsal 26. června 2000 a podle jeho slov na obálce knihy je poctou Milanu Kunderovi a J. L. Borgesovi.

## Děj
Román pojednává o rodině Jordánů, která tvoří pevně spjatý spolek s rysy až náboženské sekty či mafie. Rodinu vede jeden z nich – tzv. "Dušička". Po smrti staré Dušičky je jejím nástupcem vybrán hlavní hrdina Aleš Jordán, který se právě oženil se svou vzdálenou sestřenicí Lucií Jordánovou. S tou sdílí trauma z dětství, kdy byl před jejich zraky v rodinném kruhu popraven člen rodiny, který zradil důvěruspolečenství. Ten ale nechce s rodinou nic mít (kromě toho, že chce být s Lucií) a Dušičkou se tak stane Tonda Jordán. Ten ale rodinu přivede do podsvětí a k obchodu s drogami. Aleš s Lucií se s rodinou nestýkají a žijí v ústraní. Antonín Jordán je posléze zatčen a údajně spáchá sebevraždu. My však vytušíme, že byl popraven v rodinném procesu, stejně jako tehdy, před 35 lety, jiný člen rodiny. Novou Dušičkou, aniž by si toho Aleš všiml, se stala Lucie. Aleš tajně utíká z Brna a jde za neexistujícím cílem. V horách (Jeseníky?) se ubírá lesy stále výš a výš, objeví tajný spolek bezdomovců (kteří měli pracovat v muzeu, jehož projekt zkrachoval) a jde dál, stoupá výš.
Na vrcholu hory najde boží příbytek a rozmlouvá s Bohem o životních otázkách. Tím začíná poslední fáze příběhu, která jej nesmírně komplikuje v duchu postmoderny a celé tvorby J. Kratochvila. Nejdůležitější rozhovorem odhalenou pointou je, že každý musí přijmout svůj příběh, včetně smrti. Bůh platí za svou nesmrtelnost tím, že může příběhy pouze vytvářet, ale svůj vlastní postrádá. Aleš se rozhodne ze svého příběhu vystoupit a zůstane na vrcholu hory na pozici Boha, který se vrátí místo Aleše do Brna, kde přistihne manželku Lucii při nevěře a je rodinou prohlášen za blázna a poslán do blázince. Na čtenáři je, aby si sám příběh dotvořil a posoudil, co je pravda a co všechno z příběhu si Aleš (nebo raději autor?) vymyslel.

## Postavy
- Aleš Jordán
- Lucie Jordánová, jeho žena
- Evžen Jordán, otec Lucie
- Tonda (Antonín) Jordán, bratranec Aleše
- Duc a Puc, jednovaječná dvojčata, herci
- Filip Jordán, kněz
- Petr Jordán, psychiatr

## Styl vyprávění
Jak už je pro postmoderní romány typické, realita Jordánova příběhu není jen pouhou realitou, ale mnohavrstevným dějem, který lze nahlížet (a jenž je nahlížen) z různých perspektiv, který je vyprávěn v různých osobách a na nechronologické časové ose. Řečeno zkráceně, nic není, jak se zdá. Určité události a stavy, jež v ději považujeme za nezpochybnitelné, se ukážou být pouhou iluzí.

## Nakladatelské údaje
- Truchlivý Bůh, Petrov, Brno 2000, náklad 1000 kusů ISBN 80-7227-077-X